# Halacaroidea
Halacaroidea (лат.) — надсемейство тромбидиформных клещей. Более 1000 видов и 60 родов, обитатели морей и пресных вод.

## Описание
Микроскопические водные клещи (как правило менее 1 мм). Длина тела от 150 мкм до 2000 мкм. Обычно с 1—4 спинными щитками с разным орнаментом в полосатом покрове (передняя, задняя и парная боковые пластинки) и (иногда) связанные меньшие пластинки, щитки иногда перекрываются (Halacaridae, Mictognathinae) или дорсальные пластины фрагментированы в 12—16 плохо ограниченных пластинок (Pezidae). Дорзум обычно с 5-10 парами щетинок (16-20 пар у Pezidae), обычно с 1-2 парами дорсолатеральных глазков-оцеллий (иногда отсутствует), иногда с пигментным фоточувствительным полем. Лапки I—IV с сильно развитыми боковыми коготками, обычно с зазубренными краями и часто с эмподиумом в форме когтя или раздвоенного; взрослые особи с 2 или несколькими парами генитальных папилл на, рядом или под парой генитальных вальв. Трихоботриальные сенсиллы отсутствуют.
Морские, солоноватоводные и пресноводные клещи обычно обнаруживаются прикрепленными к субстратам,  включая водоросли и морских беспозвоночных; или паразиты или облигатные сожители моллюсков, ракообразных, немертин, губок, иглокожих, водорослей.
Некоторые морские клещи Halacaridae встречаются на больших глубинах (до 5 000 м).

## Классификация
Выделяют два семейства, в которых описано более 1000 видов. Группа была впервые выделено шотландским зоологом Эндрю Мюрреем.
- Halacaridae Murray, 1877 (63 родов, 1118 видов, более 10 подсемейств)[2].
- Pezidae Harvey, 1990 (1 род, 2 вида)[2].
- ?Limnohalacaridae (или Limnohalacarinae в Halacaridae)
- ?Rhombognathidae (или Rhombognathinae в Halacaridae)
- ?Lohmannellidae (или Lohmannellinae в Halacaridae)